# フアン・マルティン・ゴンサレス
フアン・マルティン・ゴンサレス・サムソ（Juan Martín González Samso、2000年11月14日 - ）は、プレミアシップサラセンズに所属するラグビー選手。

## プロフィール
- アルゼンチン・メンドーサ出身[1]。
- ポジションはフランカー(FL)。
- 身長 192cm、体重 102kg
- U20アルゼンチン代表に選ばれたことがある[2]。
- アルゼンチン代表キャップは24（2024年3月現在）でラグビーワールドカップ2023のアルゼンチン代表に選ばれた[3]。
- 7人制アルゼンチン代表に選ばれたことがある。

## 略歴
CAロサリオ、ハグアレス、ロンドン・アイリッシュを経て、2023年、サラセンズに加入。